# Love (zespół muzyczny)
Love – amerykański zespół muzyczny, działający na przełomie lat sześćdziesiątych i siedemdziesiątych. Jego liderami byli Arthur Lee, wokalista, twórca piosenek i gitarzysta, oraz Bryan MacLean – gitarzysta i twórca piosenek. Love była jedną z pierwszych zróżnicowanych rasowo amerykańskich grup popowych. W jej muzyce dało się dostrzec niezwykle szerokie spektrum inspiracji - była ona kombinacją rock and rolla, garage rocka, muzyki folk, piosenki teatralnej i rocka psychodelicznego. Uznanie, jakim krytycy darzą obecnie grupę, daleko przekracza ograniczoną popularność, jaką cieszyła się ona w czasie swojego istnienia; album Forever Changes z 1967 jest często wzmiankowany jako jeden z najważniejszych w historii muzyki rockowej. 17 marca 1970 roku grupa nagrała z Jimim Hendrixem utwór „The Everlasting First” który znalazł się na płycie False Start.

## Dyskografia

### Albumy studyjne
- Love (1966)
- Da Capo (1966)
- Forever Changes (1967)
- Four Sail (1969)
- Out Here (1969)
- False Start (1970)
- Reel to Real (1975)

### Albumy koncertowe
- Love Live (1980) – koncert z 1978 roku
- Studio / Live (1982) – koncert z 1970 na drugiej stronie
- The Forever Changes Concert (2003)

### Kompilacje
- Love Story 1966-1972 (1995)

### Single
- „My Little Red Book”/„A Message To Pretty” (1966)
- „7 and 7 Is„ b/w „No. Fourteen” (1966)
- „She Comes In Colors”/„Orange Skies” (1966)
- „Que Vida”/„Hey Joe” (1967)
- „Alone Again Or”/„A House Is Not A Motel” (1967)
- „Your Mind and We Belong Together” b/w „Laughing Stock” (1968)
- „Girl on Fire” b/w „Midnight Sun” (1994)

### Inne
- Arthur Lee and Love (1992)